# 中瀬アサキ
中瀬 アサキ（なかせ アサキ、1977年12月18日 - ）は、日本の少女漫画家。女性。千葉県出身。

## 来歴
『CLEAR』で第348回りぼんNEW漫画スクール・佳作、第69回S･B賞受賞がきっかけとなり、1998年「りぼん秋のびっくり大増刊号」 （集英社）にてデビュー。デビューまでの投稿回数は8回におよぶ。

## 関連書籍
すべてりぼんマスコットコミックス（集英社）より刊行。
- りぼん新人まんが家デビュー作集 18　　　　
  - ISBN 9784088561516 1999年6月20日出版
  - 『天然ジョーカー』他5編
- 1/2空模様（全1巻）
  - ISBN 9784088562247 2000年8月12日
  - 併録:あいまいゴシップ、夢の続き、恋のはじまり、CLEAR（デビュー作）
- サクラ、サク。（全1巻）
  - ISBN 9784088563084 2001年8月12日
  - 併録:拝啓ビジュアルボーイ様、Fever

## コミックス未収録作品
- 懸賞ロケリポート
- がんばりましょう
- 永遠恋愛
- ディストレス・ブルー